# Shola Shoretire
Shola Maxwell Shoretire (Newcastle upon Tyne, Inglaterra, Reino Unido, 2 de febrero de 2004) es un futbolista británico. Juega como delantero y su equipo es el PAOK de Salónica F. C. de la Superliga de Grecia.

## Trayectoria
El 21 de febrero de 2021 hizo su debut en el primer equipo del Manchester United como cambio de Marcus Rashford en la victoria por liga en casa por 3-1 sobre el Newcastle United.

## Selección nacional

### Juveniles
Shoretire ha jugado para varios equipos juveniles de Inglaterra. Jugó para el equipo sub-15 en 2018 y sub-16 a partir de 2019.

### Selección sub-16
Shoretire hizo su primera aparición como titular el 18 de agosto de 2019, en el partido ante la selección sub-16 de Dinamarca, donde los ingleses ganaron con un resultado de 2-0.

## Estadísticas

### Clubes
Actualizado al último partido disputado el 7 de mayo de 2023.
| Manchester United F. C. Inglaterra                                                                   | 1.ª           | 2020-21       | 2  | 0 | 0 | 0 | 1 | 0 | 3  | 0 |
| Manchester United F. C. Inglaterra                                                                   | 1.ª           | 2021-22       | 1  | 0 | 0 | 0 | 1 | 0 | 2  | 0 |
| Bolton Wanderers F. C. Inglaterra                                                                    | 3.ª           | 2022-23       | 16 | 1 | 0 | 0 | 0 | 0 | 16 | 1 |
| Bolton Wanderers F. C. Inglaterra                                                                    | Total club    | Total club    | 16 | 1 | 0 | 0 | 0 | 0 | 16 | 1 |
| Manchester United F. C. Inglaterra                                                                   | 1.ª           | 2023-24       | 0  | 0 | 0 | 0 | 0 | 0 | 0  | 0 |
| Manchester United F. C. Inglaterra                                                                   | Total club    | Total club    | 3  | 0 | 0 | 0 | 2 | 0 | 5  | 0 |
| Total carrera                                                                                        | Total carrera | Total carrera | 19 | 1 | 0 | 0 | 2 | 0 | 21 | 1 |
| (1)Incluye datos de FA Cup (2)Incluye datos de Liga de Campeones de la UEFA y Liga Europa de la UEFA |               |               |    |   |   |   |   |   |    |   |